# Эрскин, Томас, 9-й граф Келли
Томас Эрскин, 9-й граф Келли (англ. Thomas Erskine, 9th Earl of Kellie; ок. 1745 — 6 февраля 1828) — шотландский землевладелец, торговец и политик, длительное время живший в шведском портовом городе Гётеборг.

## Происхождение
Родился около 1745 года в Шотландии в дворянской семье. Второй сын сэра Дэвида Эрскина (? — 1769), внук сэра Александра Эрскина из Камбо, 2-го баронета (1663—1727). Вероятно, он родился в Камбо-хаусе в Файфе, одном из конфискованных имений.

## Гётеборг
В молодом возрасте его отправили в Гётеборг, чтобы обучиться ремеслу. В 1759 году он устроился на работу в контору Джорджа Карнеги, изгнанника-якобита, который обосновался там как торговец. Через несколько лет он перешел в фирму экспортеров железа английских братьев Джона и Бенджамина Холлов и стал партнером в этой фирме в 1767 году. За 30 лет в качестве партнера он сумел сколотить большое состояние. Помимо сохранения своего партнерства в фирме братьев Холлов, Эрскин вел бизнес под своим собственным именем, позже сотрудничая с Дэвидом Митчеллом из Монтроуза, который принял на себя управление Thomas Erskine & Co. в качестве единственного владельца после отъезда Эрскина в Шотландию.
В 1775 году Томас Эрскин был назначен британским консулом в Гётеборге, Марстранде и других портовых городах на западном побережье Швеции. В этом качестве он писал регулярные отчеты британскому правительству, включая отчеты о шведской контрабандной торговле с Францией во время революционных войн. Эта должность также усилила его социальное положение в Гётеборге. Он был одним из 20 (в то время неженатых и по большей части рожденных в Великобритании) основателей Королевского клуба холостяков, джентльменского клуба английского типа, созданного в 1769 году в основном для того, чтобы обойти запрет на игру в бильярд в общественных заведениях.

## Возвращение в Шотландию
Томапс Эрскин выкупил Камбо-хаус в 1790 году. Зиму 1793—1794 годов он провел в Шотландии, но вернулся в Гётеборг, где оставался консулом и продолжал свою деятельность до 1799 года. В том же году он унаследовал графство Келли от своего племянника Чарльза Эрскина. Его окончательный отъезд в Шотландию был затруднен из-за конфликта с городским советом Гётеборга, который потребовал, чтобы он заплатил шестую часть своего состояния, прежде чем покинуть Швецию.
Как граф Келли, Томас Эрскин был шотландским пэром-представителе в Палате лордов Великобритании в 1804—1806, 1807—1828 годах. В 1824-1828 годах — лорд-лейтенант Файфа.

## Брак и семья
В 1771 году Томас Эрскин женился на Энн Гордон (? — 20 марта 1829), дочери капитана Адама Гордона из Ардоха. Брак был бездетным, но дочь Эрскина, рожденная вне брака, Гарриет (род. 1763), вышла замуж за Йохана Хенрика Энгельхарта, профессора медицины в Лунде. Четверо детей Гарриет воспитывались в доме своего деда в Шотландии. В то время как графство унаследовал младший брат Томаса Эрскина Митвен Эрскин (ок. 1750—1829), новый титул баронета Эрскина был предоставлен в 1820 году внуку 9-го графа, Дэвиду Энгельхарту (1792—1841), который сменил свою фамилию на Эрскин и которому Томас Эрскин унаследовал поместье Камбо. Сестра Дэвида, Гарриет Энгельхарт, вышла замуж за двоюродного брата, другого Дэвида Эрскина (внучатого племянника 9-го графа Келли и внебрачного сына сэра Дэвида Эрскина), который обосновался в Стокгольме в качестве торговца.